# Беляев, Владимир Тимофеевич
Владимир Тимофеевич Беляев (Российская империя 12 января 1872 — ?) — русский военачальник. Генерал-майор. Участник Первой мировой и Гражданской войн. Участник Белого движения в Сибири.

## Образование и довоенная служба
Окончил 2-й кадетский корпус и 2-е Константиновское военное училище.
Служил в 23-й артиллерийской бригаде. С августа 1912 года командовал 3-й батареей лейб-гвардии 3-й артиллерийской бригады. Был произведен в полковники.

## Участие в Первой мировой войне
Во время Первой мировой войны командовал 2-й Особой артиллерийской бригадой русских войск во Франции.

## Участие в Гражданской войне
После захвата власти большевиками пошел служить к генералу Деникину в Добровольческую армию, потом перебрался на Восточный фронт.
15 ноября 1918 года в армии Директории был зачислен в резерв чинов при Ставке, позднее, с июля 1919 года, состоял также в резерве чинов при штабе Омского военного округа.
С 4 августа 1919 года временно исполнял должность инспектора артиллерии Уральской группы, позднее — 3-й армии. С 15 сентября 1919 года командовал 11-й Уральской стрелковой дивизией.
12 февраля 1920 года был назначен временно исполняющим должность главного начальника снабжения 3-й армии Восточного фронта.
В 1920 году состоял в должности корпусного интенданта 3-го отдельного стрелкового корпуса Дальневосточной армии.